# Dypsis ceracea
Dypsis ceracea – gatunek palmy z rzędu arekowców (Arecales). Występuje endemicznie na Madagaskarze, w prowincjach Antsiranana oraz Toamasina. Zaobserwowano go między innymi w Parku Narodowym Marojejy. Znane były 2-5 naturalne stanowiska, jednak tego gatunku nie widziano od 1949 roku. Jest prawdopodobne, że wymarł.
Rośnie w bioklimacie wilgotnym. Występuje na wysokości do 500 m n.p.m.